# Dragan Perić
Dragan Perić (in cirillico: Драган Перић; Živinice, 8 maggio 1964) è un ex pesista serbo, vincitore di un bronzo mondiale indoor nel 1995 e, l'anno precedente, di un argento europeo indoor.

## Palmarès
| Anno | Manifestazione  | Sede       | Evento         | Risultato | Misura  | Note                                     |
| ---- | --------------- | ---------- | -------------- | --------- | ------- | ---------------------------------------- |
| 1990 | Europei         | Spalato    | Getto del peso | 12º       | 18,67 m |                                          |
| 1991 | Mondiali        | Tokyo      | Getto del peso | 7º        | 19,83 m |                                          |
| 1992 | Olimpiadi       | Barcellona | Getto del peso | 7º        | 20,32 m |                                          |
| 1993 | Mondiali        | Stoccarda  | Getto del peso | 5º        | 19,95 m |                                          |
| 1994 | Europei indoor  | Parigi     | Getto del peso | Argento   | 20,55 m |                                          |
| 1994 | Europei         | Helsinki   | Getto del peso | 6º        | 19,40 m |                                          |
| 1995 | Mondiali indoor | Barcellona | Getto del peso | Bronzo    | 20,36 m |                                          |
| 1996 | Olimpiadi       | Atlanta    | Getto del peso | 8º        | 20,07 m |                                          |
| 1997 | Mondiali        | Atene      | Getto del peso | 19º       | 19,05 m |                                          |
| 1998 | Europei indoor  | Valencia   | Getto del peso | 4º        | 20,21 m |                                          |
| 1998 | Europei         | Budapest   | Getto del peso | 4º        | 20,65 m |                                          |
| 1999 | Mondiali        | Siviglia   | Getto del peso | 6º        | 20,35 m |                                          |
| 2000 | Olimpiadi       | Sydney     | Getto del peso | 16º       | 19,49 m |                                          |
| 2001 | Mondiali        | Edmonton   | Getto del peso | 5º        | 20,91 m | Miglior prestazione personale stagionale |
| 2003 | Mondiali        | Parigi     | Getto del peso | 17º       | 19,55 m |                                          |
| 2004 | Olimpiadi       | Atene      | Getto del peso | 32º       | 18,91 m |                                          |
| 2005 | Mondiali        | Helsinki   | Getto del peso | 19º       | 19,46 m |                                          |